# セブンきゅ〜ぶ
『セブンきゅ〜ぶ』は、原作：谷崎あきら・作画：上月まんまるによる日本の漫画作品。秋田書店のウェブコミックサイト『Champion タップ!』にて、2013年7月4日更新分から2014年9月18日更新分まで連載された。2012年のウルトラセブン45周年のタイアップ企画として、円谷プロの公認も受け、監修を受けている。
世田谷区砧にある架空の女子校・私立TDF学園を舞台に、セブン大好きの転校生・△□○ 㐂（みすまる ナナナ）と御厨 みくらが出会い、幼馴染みや優等生、留学生などを巻き込み、旧美術室を部室としてセブンを究める部活「セブン究部」を立ち上げ、大好きなセブンと共に学生生活を送る姿が描かれている。

## 登場キャラクター

### セブン究部
△□○ 㐂（みすまる ナナナ）
本作品の主人公。作中では㐂でなく、ナナナと表記される。名前をナナと言われると、「ナナナです」と返すのがお約束。
みくらのクラスに転校してきた転校生。金髪をアイスラッガー状にまとめた髪型が特徴的な美少女。ウルトラアイをモチーフにしたカチューシャをつけており、カチューシャをアイスラッガーのように飛ばすが、カチューシャが無くなるとカチューシャのことしか考えられなくなり、ヘタレる。ウルトラセブンをウルトラマンセブンと間違えられることを極度に嫌う。

御厨 みくら（みくりや みくら）
もう1人の主人公にして進行役。また、破天荒なナナナのツッコミ役。TDF学園1年生。
長いものに巻かれるのが好きで、幼馴染みの凛堂蘭の長いツインテールや教室のカーテンに巻かれていることが多い。

凛堂 蘭（りんどう らん）
TDF学園1年生。みくらの幼馴染みで親友。
部員の中では最もウルトラセブンに関する知識が無く、セブン究部にも成り行きで入ったが、ナナナが開いたDVD鑑賞会をきっかけに、道場を営む家で育った武道家としての観点からの発言をしたり、ライザと怪獣ごっこで戯れたりしている。

法院 篁（ほういん たかむら）
TDF学園1年生。みくらのクラスメイトで、委員長を務める。普段は周囲から「委員長」と呼ばれているが、部活の際はみくらの提案で「タカちゃん」と呼ばれるようになった。
実はナナナと並ぶウルトラセブンオタクで、ウルトラセブンに関する知識は豊富。

ライザ・マグワイア
ハワイからTDF学園にやってきた交換留学生。手足が長く、蘭と並ぶ長身の少女。小麦色の肌とポニーテールにした灰色の髪が特徴。

千明 千明（ちぎら ちあき）
TDF学園1年生。いつも笑顔だが、蘭やライザの腰ぐらいまでしかないほどに小柄で、存在感が薄い。また、口下手なのかあまり言葉を発せず、自分の意見を言う際には、みくらに代弁してもらっている。
ナナナがセブン究部の部室にした旧美術室の本来の主で、存在感の無さゆえ室内にいるにもかかわらず、さらにはナナナらに自慢のコーヒーをふるまっているにもかかわらず、皆に認識されずにいた。

遠間 ノルン（とおま ノルン）
TDF学園の年生。みくらのクラスメイト。
母親はTDF学園のOGで、ナナナたちが探す特技研究部にも縁があるなど、ミステリアスな面を持っている。
ウルトラシリーズに関する知識は篁以上で、初版の怪獣ウルトラ図鑑を所有している。

### その他の人物
倉片 銀杏（くらかた いちょう）
TDF学園の3年生で演劇部部長。 取り巻きとして同じ部活の水野と斎藤を連れている。

杏乃 友里（あんの ゆり）
TDF学園の校医。
ひし美ゆり子とそっくりで、ポインターに改造したインペリアルを所有している。ノルンの母が特技研究部員だったことを知っている。

△□○ 初代（みすまる はつよ）
ナナナの姉で、身長190cmほどのモデル体型。ウルトラマンの目の形状をしたサングラスがトレードマークで、杏乃先生の後輩。

△□○ 紀由（みすまる きゆ）
初代とナナナの母。有馬にある温泉旅館「△□○苑」の女将。

## 舞台
私立TDF学園
本作品の舞台となる世田谷区砧にある女子校。
制服は、ウルトラ警備隊の制服をモチーフにしたセーラー服で、自転車通学者用のヘルメットもまた、ウルトラ警備隊のヘルメットがモチーフになっている。校舎内には、クレージーゴン型のゴミ箱や、宇宙ステーションV3のような形状の展望レストランなどが存在する。しかし、ナナナが当初入部する予定だった特技研究部の存在は抹消されている。

## 書誌情報
- 原作：谷崎あきら・作画：上月まんまる 『セブンきゅ〜ぶ』 秋田書店〈少年チャンピオンコミックス・タップ！〉、全3巻
  1. 2014年3月5日発売、ISBN 978-4-253-13296-1
  2. 2014年6月6日発売、ISBN 978-4-253-13297-8
  3. 2014年11月7日発売、ISBN 978-4-253-13298-5